# Federico Carlos Bas Vassallo
Federico Carlos Bas Vassallo (Alicante, 18 de octubre de 1873-Bilbao, 23 de diciembre de 1938) fue un abogado y político español,que llegó a ser gobernador del Banco de España y subsecretario de Hacienda.

## Trayectoria
Se licenció en derecho en Madrid y fue funcionario inspector general del cuerpo de correos en excedencia. Era hijo de Federico Bas Moró, diputado y alcalde de Alicante.  Inicialmente militó en el Partido Liberal Fusionista, seguidor de José Canalejas y Méndez, y con este partido fue escogido diputado por Castuera (provincia de Badajoz) a las elecciones generales españolas de 1907. Después, pero se pasó al Partido Conservador, militante con el sector de Antonio Maura, con el que fue escogido diputado por Llerena (provincia de Badajoz) a las elecciones generales españolas de 1920. También fue nombrado senador por La Coruña de 1914 a 1915 y por Orense de 1916 a 1920 y 1923.
De junio a noviembre de 1920 fue gobernador civil de Barcelona, en plena efervescencia del pistolerismo, cargo el que se enemistó con los patrones fue sustituido por el entonces gobernador militar Severiano Martínez Anido. El 1924 fue nombrado consejero de la Real Sociedad de Riegos de Levante, director general de la Deuda y Clases Pasivas, subsecretario del Ministerio de Hacienda (1930), y de agosto de 1930 a abril de 1931 fue Gobernador del Banco de España.